# 兵庫県道518号砥堀本町線
兵庫県道518号砥堀本町線（ひょうごけんどう518ごう とほりほんまちせん）は、兵庫県姫路市を通る一般県道である。

## 概要
姫路市砥堀から姫路市本町に至る。主要地方道5号姫路豊岡線の一部だったが、1972年（昭和47年）2月7日の同路線廃止に伴い兵庫県道104号物部藪崎線とともに認定された。

### 路線データ
- 起点：姫路市砥堀（砥堀交差点、国道312号交点）
- 終点：姫路市本町（姫路市民会館前交差点、国道2号交点）
- 総延長：5.334 km

## 路線状況

### 重複区間
- 兵庫県道516号姫路環状線（姫路市白国1丁目・白国交差点 - 姫路市増位本町1丁目・軍人橋北交差点）

### 道路施設

#### 橋梁
- 軍人橋（船場川、姫路市）

## 地理

### 通過する自治体
- 姫路市

### 交差する道路
| 交差する道路                         | 交差する場所  | 交差する場所                |
| ------------------------------------ | ------------- | --------------------------- |
| 国道312号                            | 砥堀          | 砥堀交差点 / 起点           |
| 兵庫県道516号姫路環状線 重複区間起点 | 白国1丁目     | 白国交差点                  |
| 兵庫県道516号姫路環状線 重複区間終点 | 増位本町1丁目 | 軍人橋北交差点              |
| 国道2号                              | 本町          | 姫路市民会館前交差点 / 終点 |

### 交差する鉄道
- 播但線

### 沿線
- JR西日本播但線 砥堀駅
- 姫路市立増位中学校
- 姫路競馬場
- 姫路市立野里小学校
- 野里門郵便局
- 兵庫県立姫路北高等学校
- 兵庫県立姫路東高等学校
- 姫路城
- 兵庫県立歴史博物館
- 姫路市立美術館
- 国立病院機構姫路医療センター
- 淳心学院中学校・高等学校
- 賢明女子学院中学校・高等学校
- 姫路市民会館